# Caucagua
Caucagua – miasto w Wenezueli, w stanie Miranda.